# La Brèche
La Brèche es una película del año 2007.

## Sinopsis
En Saint Louis, una ciudad construida en medio del delta del río Senegal, es costumbre hacer ofrendas a los genios acuáticos cuando nace un niño. Eso da a entender la fuerza del simbolismo del agua para poblaciones cuya vida cotidiana está marcada por el ritual. A partir de los años ochenta, las infraestructuras construidas para controlar el agua del delta pone en peligro el sistema ecológico del mismo. Los pueblos viven en la desesperación ante la indiferencia general.

## Premios
- Prix Walter Benjamin
- Festival International du Film de Quartier (Dakar, 2007).
- Rencontres Cinématographiques de Cerbère (2007).